# Topcraft
Topcraft（日语：トップクラフト）是成立於1972年、由曾在東映動畫任職的原徹所創建之日本動畫工作室。事務上以接洽製作美國方面的動畫為主，並曾在1984年推出電影劇場動畫《風之谷》。

## 公司經歷

### 成立
此動畫室創立者原徹在東映動畫工作時，曾已與美國電視公司Rankin/Bass的相關人物亞瑟·拉金 Jr.（Arthur Rankin, Jr.）有往來關係。在成立Topcraft後便多次與Rankin/Bass合力製作多部電視動畫節目；如《Kid Power》、或像是改編自J·R·R·托爾金的奇幻小說《哈比人歷險記》等動畫作品。

### 風之谷
後續因原徹先前於東映動畫結識的同事宮崎駿與高畑勳雖計畫拍攝電影動畫《風之谷》、但苦於找無合適的製作場所。之後透過工作夥伴鈴木敏夫的消息得知原徹已有成立動畫工作室Topcraft，便前去與原徹見面再次攜手合作。
雖然之後原徹答應讓宮崎駿使用Topcraft的資源，但當時Topcraft原屬的動畫團隊能力未獲得高畑勳肯定，之後另找來金田伊功等人組成新的團隊來製作《風之谷》。

### 解散
因高畑勳在製作《風之谷》時將未採用Topcraft原有的人力，使得原先職員沒有工作的機會、便在《風之谷》完成期間逐一提出離職，造成Topcraft內部慢慢瓦解。

### 吉卜力工作室
《風之谷》上映後高畑勳、宮崎駿與鈴木敏夫打算將賺來的資金用來拍攝紀錄片《柳川堀割物語》，但拍攝前期間便已將資金耗盡。之後為了湊錢便計畫拍攝另一部新動畫《天空之城》來賺取費用，並成立新的工作室「吉卜力」來作為工作場所。
隨後原徹獲得邀請來出面擔任吉卜力的管理人，而先前曾在Topcraft裡製作《風之谷》的金田伊功、賀川愛、高屋法子、保田道世等人也陸續進入吉卜力；成為該工作室初期的班底。

## 作品列表

### 電影動畫
- 最後的獨角獸（1982年）
- The Dragon That Wasn't (Or Was He?)（1983年）
- 風之谷（1984年）

### 電視動畫
- Kid Power（1972年）
- 湯姆歷險記（1972年）
- 海底兩萬里（1972年）
- 'Twas the Night Before Christmas（1974年）
- The First Easter Rabbit（1975年）
- 雪人的冬日仙境（1976年）
- DOCTOR SNUGGLES（1977年）
- 哈比人歷險記（1977年）
- 奇妙家庭變形豆 （1977年）
- The Stingiest Man in Town（1978年）
- Easter Fever（1980年）
- 魔戒：王者再臨（1980年）
- The Flight of Dragons（1982年）
- Adventures of the Little Koala（1984～1985年）

## 外部連結
- 互联网电影数据库上Topcraft的资料（英文）